# Castillo de San Marcos (El Puerto de Santa María)
El castillo de San Marcos es una iglesia y fortaleza que fue edificada sobre los cimientos de una mezquita construida sobre el año 1264, situada en El Puerto de Santa María, Cádiz, España. Fue mandada construir por el rey Alfonso X El Sabio tras la toma de la ciudad en el siglo XIII, en honor de la Virgen tras la conquista de la ciudad y para convertirlo en iglesia cristiana.

## Historia

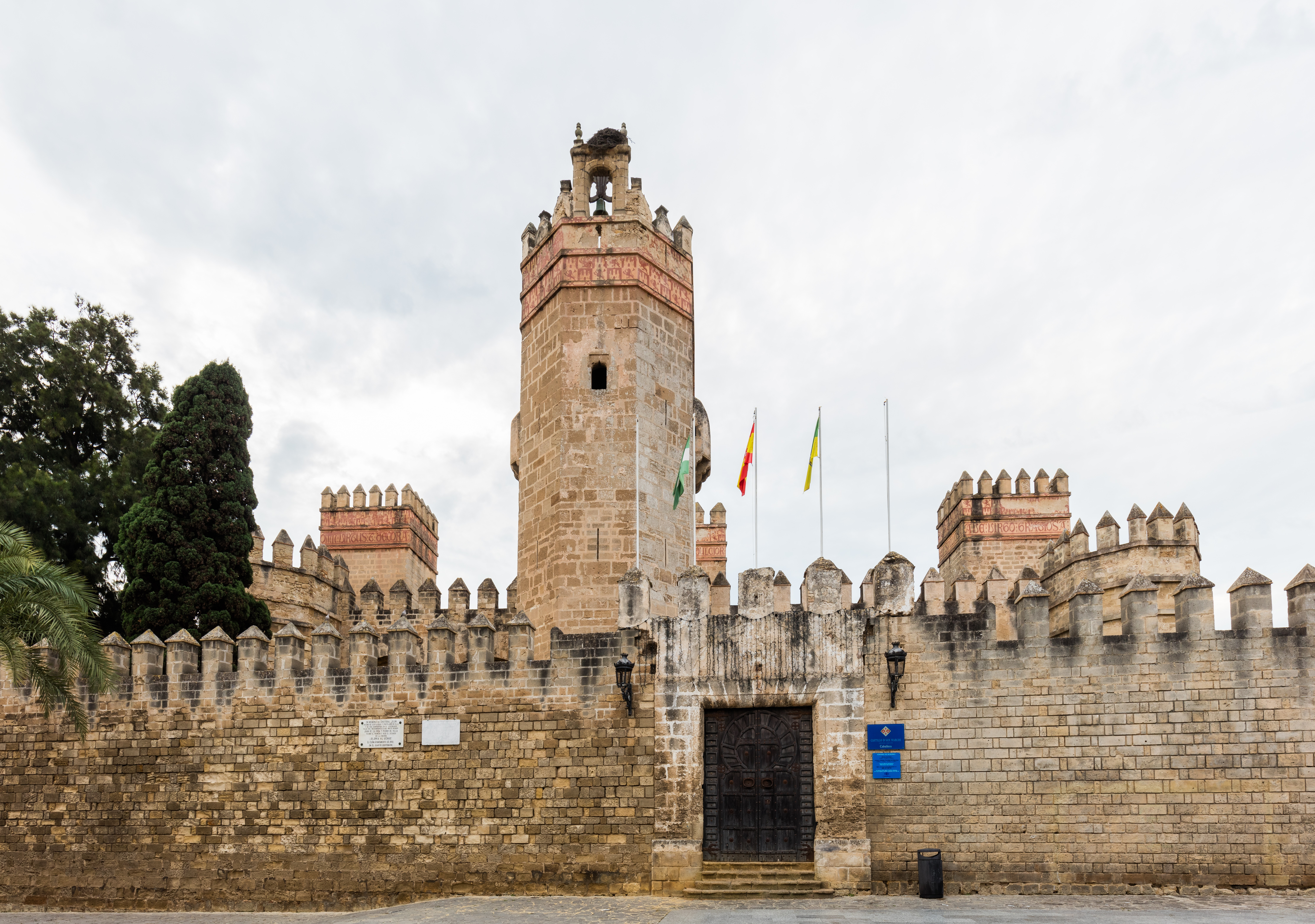
Vista frontal.

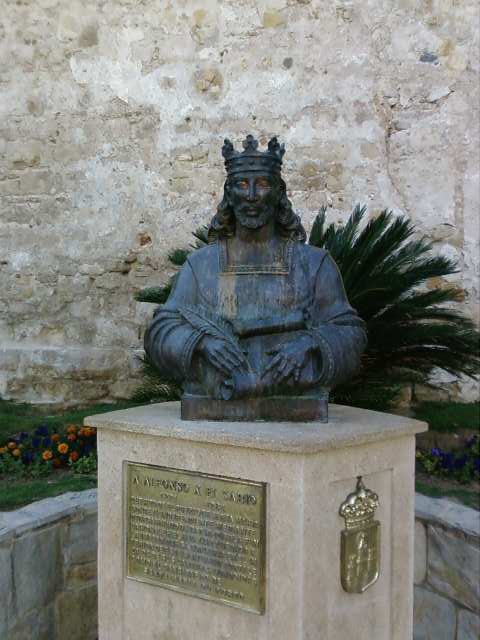
Busto de Alfonso X El Sabio.

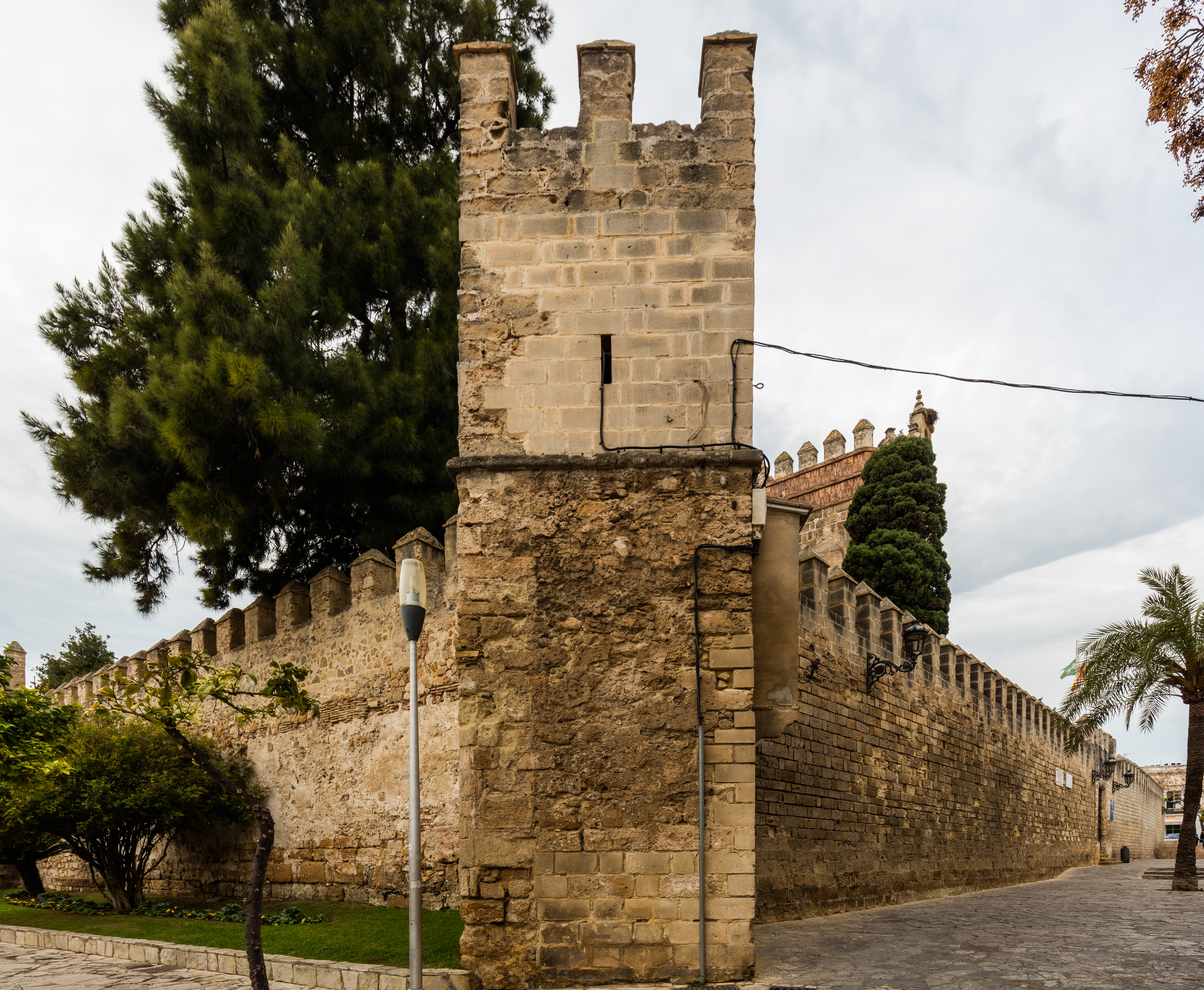
Lateral del castillo.

El Castillo de San Marcos de El Puerto de Santa María se construye a partir de una antigua mezquita islámica que se transforma en una iglesia fortificada en tiempos de Alfonso X El Sabio hacia el año 1264, quien refuerza su cimentación aprovechando los restos de un edificio romano próximo, dotándolo de cubiertas abovedadas y fortificando el santuario con cuatro torres, dos de planta hexagonal y las otras dos de planta cuadrangular, utilizándose la planta baja de las primeras como capilla mayor para la Virgen de los Milagros.
Aún se conservan el muro de la quibla donde se situaba el mihrab y el aspecto almohade de la construcción, que se hace patente en las líneas horizontales y lisas con resalto de la parte alta que remata exteriormente la torre hexagonal y en sus bóvedas esquifadas. En esta iglesia instala el rey Alfonso X su nueva orden militar de Santa María de España, que pronto desapareció al quedar fundida con la Orden de Santiago.
Ya como castillo sirvió de defensa contra nuevas invasiones del norte de África, y más tarde Sancho IV lo donaría, junto con la villa, al almirante genovés Benedetto Zaccaria, y posteriormente a Alonso Pérez de Guzmán El Bueno, quien a su vez lo dona a su hija Leonor de Guzmán en 1306 con motivo de su matrimonio con Luis de España, dando comienzo así a la Casa de los Medinaceli, señores de la villa en tiempos de Isabel de la Cerda y Guzmán.
En el siglo XV se acometen nuevas obras de ampliación, con una sacristía de tres tramos cubiertos por bóvedas góticas y varias dependencias a las que se accede desde la terraza sobre las bóvedas de la iglesia y conocida como patio de armas.
Con Luis de la Cerda la iglesia-fortaleza recibe la presencia de Cristóbal Colón y de Juan de la Cosa, entre otros marinos ilustres, pero su importancia decae tanto como santuario (al construirse la nueva iglesia), como fortaleza.
Cuando la ciudad se incorpora a la Corona de Castilla en 1264, la casa de Medinaceli retiene la propiedad del castillo que es clausurado en 1868 y abandonado hasta su restauración, por los años 40 del siglo XX.
Las circunstancias de la construcción de esta iglesia-fortaleza quedaron reflejadas en las Cantigas de Alfonso X, y mucho más tarde, en 1823, su estado queda minuciosamente descrito en la obra de Fernán Caballero "Un servilón y un liberalito", novela que queda ambientada en este viejo castillo-santuario. 
Actualmente pertenece a una firma bodeguera portuense, las Bodegas Caballero, y se encuentra abierto al público para su visita y en él se realizan festivales de música medieval así como la catedrá de estudios de Alfonso X.

## Mapa de Juan de la Cosa
El mapa o carta de Juan de la Cosa es un mapa pintado sobre pergamino, de 93 cm de alto por 183 de ancho, que se conserva en el Museo Naval de Madrid. En una inscripción dice que fue hecho por el marino Juan de la Cosa en 1500 en el Puerto de Santa María (Cádiz). Su rica decoración indica que probablemente fue hecho por encargo de algún miembro poderoso de la corte de los Reyes Católicos. Dicho personaje y mapa tiene un rinconcito junto al Castillo de San Marcos en el cual se puede observar un busto de Juan de la Cosa y en una pequeña fuente una réplica del mapa.